# Johannes Rudolf von Wagner
Johannes Rudolf Wagner (13 de febrer de 1822 a Leipzig, Saxònia - 4 d'octubre de 1880, Würzburg, Baviera, Alemanya) fou un químic alemany.
Estudià química a la universitat de Leipzig i complementà els seus estudis a París, on els alumnes de nombrosos països eren atrets per les conferències brillants i les investigacions de Dumas. La seva residència allà fou seguida per un llarg viatge als diversos centres d'interès científic a França, Bèlgica, Holanda i Alemanya, després del qual tornà a Leipzig el 1846 per acceptar un lloc com a ajudant al laboratori de química de la universitat. El 1851 fou nomenat professor extraordinari de química tècnica al Politècnic de Nurnberg. El 1856 acceptà la Càtedra de Tecnologia de la universitat de Würzburg, una posició que ocupà fins al moment de la seva mort. Durant aquesta mateixa època també ocupà dues importants oficines, la de Director del Conservatori Tecnològic de Würzburg, i (fins al 1868) la de Reial Examinador dels establiments d'Instrucció Tècnica a Baviera. Les seves habilitats peculiars i la seva àmplia experiència feren que el govern bavarès l'enviàs amb freqüència a l'estranger en missions especials, sobretot el 1858 a Anglaterra i Holanda, i el 1861 a París. Les mateixes raons feren que se li demanés de tenir un paper important en les exposicions internacionals dels darrers vint anys. Fou nomenat successivament en els jurats de productes químics a les Exposicions de Londres (1862), París (1867) i Amsterdam (1869). A Viena (1873) fou el comissari en cap de Baviera i a Filadèlfia (1876) fou un dels principals membres de la comissió alemanya. Els serveis marcats que fe en relació amb l'Exposició de Viena foren reconeguts pel seu sobirà, que el condecorà amb l'Ordre de la Corona. La seva obra més important és el llibre Ein Handbuch der chemischen Technologie (Manual de Tecnologia química), publicat el 1871 que consta de 839 pàgines.